# John Hiatt

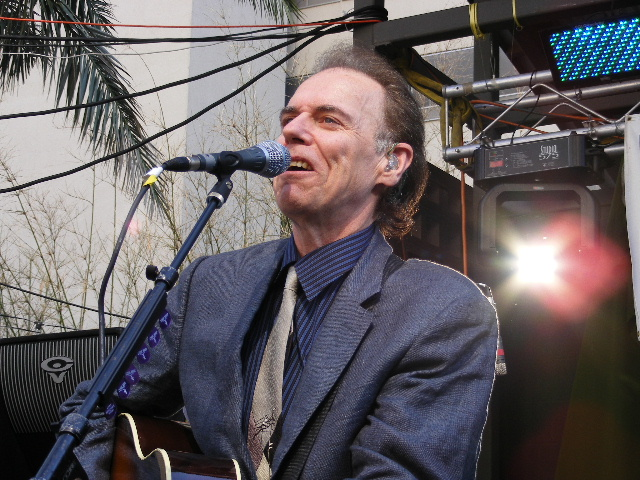
John Hiatt (2010)

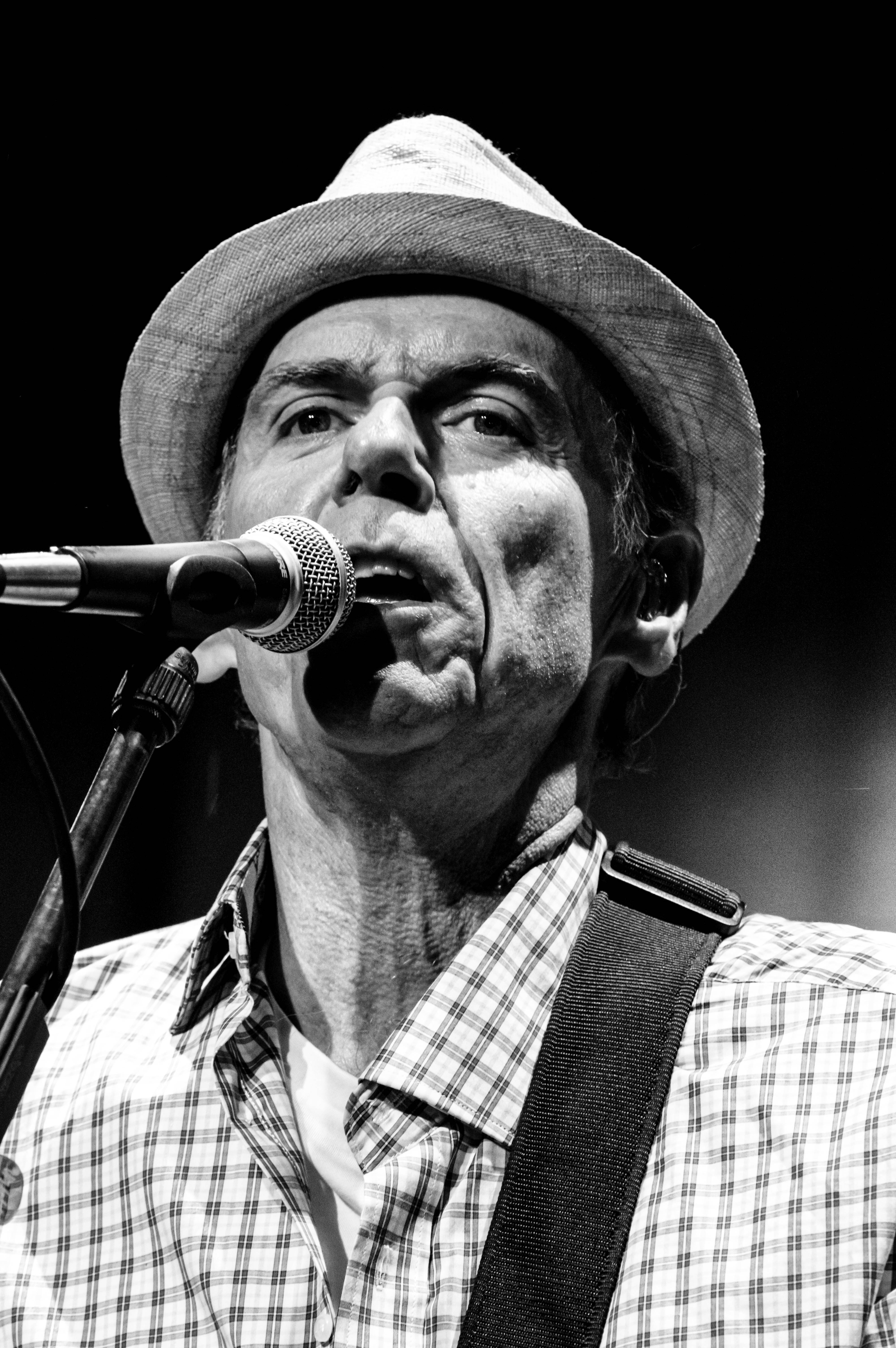
John Hiatt auf dem ZMF 2015 in Freiburg

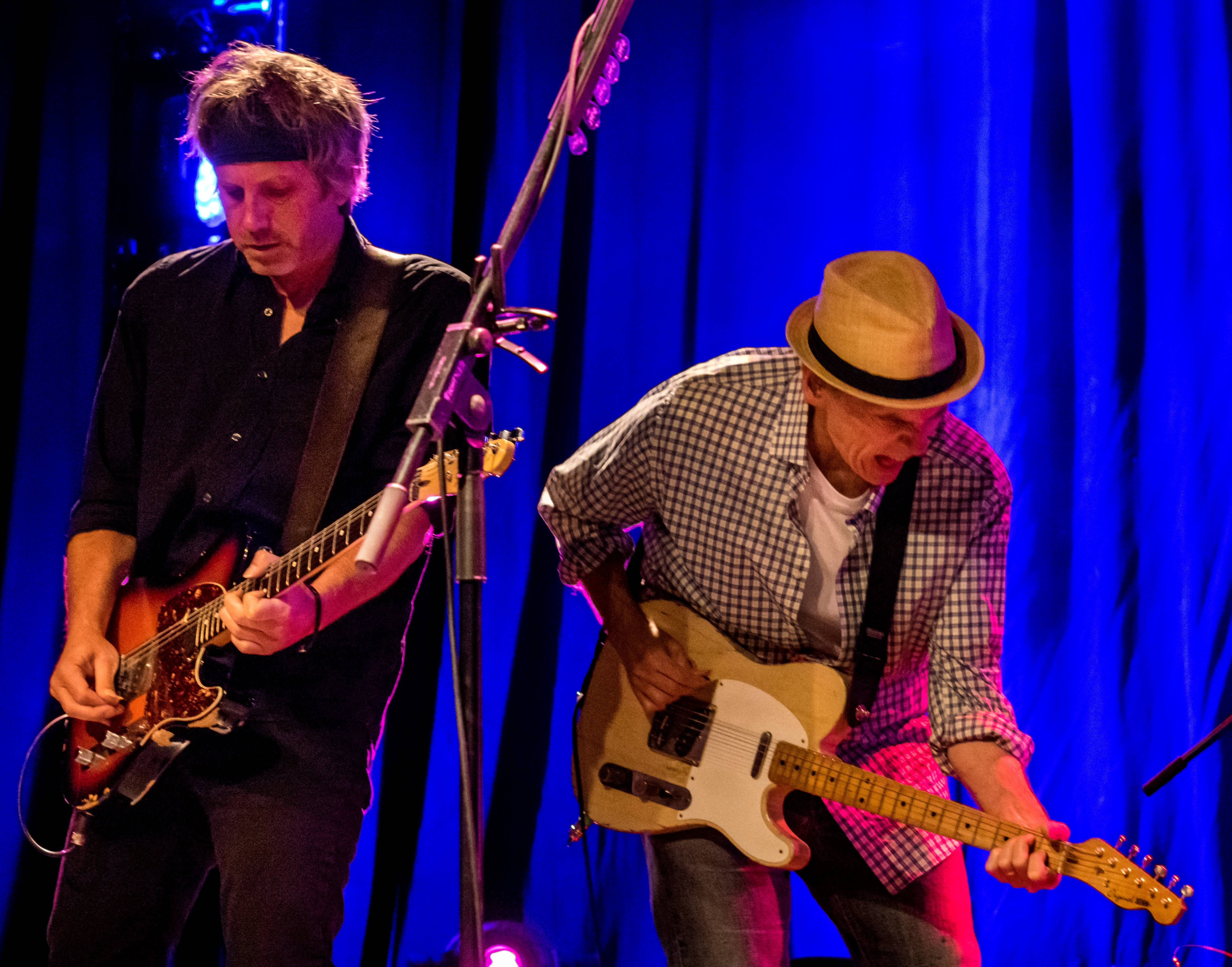
John Hiatt auf dem ZMF 2015 in Freiburg

John Hiatt (* 20. August 1952 in Indianapolis, Indiana) ist ein US-amerikanischer Gitarrist, Pianist und Singer-Songwriter. Seine Stilrichtungen umfassen New Wave, Blues, Country und Southern Rock.

## Anfänge
John Hiatt sammelte erste musikalische Erfahrungen in Highschool-Bands. Mit 18 Jahren zog er nach Nashville, wo er bei einem Musikverlag als Songwriter unter Vertrag genommen wurde und in der lokalen Clubszene spielte. Seinen ersten Erfolg konnte er 1974 verbuchen, als die Gruppe Three Dog Night mit seinem Sure as I'm Sittin' Here einen Top-20-Hit hatte. Im gleichen Jahr erhielt er beim Epic-Label einen Schallplattenvertrag. Es wurden zwei LPs produziert, die sich aber nur enttäuschend verkauften.
Hiatt verließ Nashville und zog nach Los Angeles. Durch Vermittlung des Gitarristen Leo Kottke erhielt er einen Vertrag beim MCA Records Label. Wieder wurden zwei Alben produziert und wieder waren die Verkaufszahlen, trotz guter Kritiken, schlecht. Am Ende des Jahrzehnts stand er erneut ohne Vertrag da.

## Karriere
1980 stieg Hiatt bei Ry Cooder ein. Etablierte Musiker wie Dave Edmunds, Rosanne Cash oder Ry Cooder selbst griffen zunehmend auf sein Material zurück und erzielten damit bemerkenswerte Erfolge. Seine Reputation als Songschreiber brachte ihm 1981 einen neuen Plattenvertrag ein. Wieder floppten die beiden ersten Alben. Hiatt, der seit frühester Jugend trank, verlor zusehends die Kontrolle über sich. Sein Alkohol-Konsum überschritt das erträgliche Maß. 1985 verübte seine zweite Frau Selbstmord. Nach Fertigstellung eines weiteren Albums unterzog er sich einer Entziehungskur.
1986 heiratete er wieder und erhielt einen weiteren Schallplattenvertrag, dieses Mal beim A&M-Label. Die LP Bring The Family spielte John Hiatt mit Ry Cooder, Nick Lowe und Jim Keltner ein; die Platte schaffte es immerhin fast bis in die Top-100. Ein erster bescheidener Erfolg. Das Nachfolgealbum, Slow Turning, erreichte gar Platz 98. Erfolgreicher waren andere Interpreten mit seinen Songs. So erzielte Rosanne Cash mit The Way We Make a Broken Heart einen Nummer-1-Hit und Earl Thomas Conley gewann 1991 mit Bring Back Your Love to Me einen CMA Award.
1991 formierten Hiatt, Cooder, Lowe und Keltner die Band Little Village. Nach Produktion lediglich eines Albums gleichen Namens ging man wieder auseinander. John Hiatt nahm erneut Solo-Alben auf, die aber, wie gewohnt, allenfalls mittlere Hitparadenplätze erreichten. Er wechselte 1995 zum Capitol-Label. Erneut wurden qualitativ gute Alben veröffentlicht, denen aber der große Verkaufserfolg versagt blieb. Auch ein Wechsel zu Vanguard im Jahr 2000 brachte nicht den kommerziellen Durchbruch.

## Instrumente
John Hiatt spielt vorzugsweise Westerngitarren der Marke Gibson, hauptsächlich J-45-Modelle. Ihm zu Ehren brachte die Firma die John Hiatt J-45-Signature-Gitarre heraus.

## Diskografie

### Alben
| Jahr | Titel                          | Höchstplatzierung, Gesamtwochen, AuszeichnungChartplatzierungen (Jahr, Titel, Platzierungen, Wochen, Auszeichnungen, Anmerkungen) | Höchstplatzierung, Gesamtwochen, AuszeichnungChartplatzierungen (Jahr, Titel, Platzierungen, Wochen, Auszeichnungen, Anmerkungen) | Höchstplatzierung, Gesamtwochen, AuszeichnungChartplatzierungen (Jahr, Titel, Platzierungen, Wochen, Auszeichnungen, Anmerkungen) | Höchstplatzierung, Gesamtwochen, AuszeichnungChartplatzierungen (Jahr, Titel, Platzierungen, Wochen, Auszeichnungen, Anmerkungen) | Höchstplatzierung, Gesamtwochen, AuszeichnungChartplatzierungen (Jahr, Titel, Platzierungen, Wochen, Auszeichnungen, Anmerkungen) | Anmerkungen                              |
| Jahr | Titel                          | DE | AT | CH | UK | US | Anmerkungen                              |
| ---- | ------------------------------ | --- | --- | --- | --- | --- | ---------------------------------------- |
| 1987 | Bring the Family               | — | — | — | — | US107 (17 Wo.)US | A&M                                      |
| 1988 | Slow Turning                   | — | — | — | — | US98 (31 Wo.)US | A&M                                      |
| 1990 | Stolen Moments                 | DE68 (6 Wo.)DE | — | CH25 (5 Wo.)CH | UK72 (1 Wo.)UK | US61 (19 Wo.)US | A&M                                      |
| 1993 | Perfectly Good Guitar          | DE89 (3 Wo.)DE | — | CH11 (10 Wo.)CH | UK67 (1 Wo.)UK | US47 (11 Wo.)US | A&M                                      |
| 1995 | Walk On                        | DE49 (2 Wo.)DE | — | CH49 (2 Wo.)CH | UK74 (1 Wo.)UK | US48 (9 Wo.)US | Capitol                                  |
| 1997 | Little Head                    | — | — | — | — | US111 (4 Wo.)US | Capitol                                  |
| 2000 | Crossing Muddy Waters          | — | — | — | — | US110 (4 Wo.)US | Vanguard 79576                           |
| 2001 | The Tiki Bar Is Open           | DE86 (1 Wo.)DE | — | CH84 (2 Wo.)CH | — | US89 (5 Wo.)US | Vanguard 79593                           |
| 2003 | Beneath This Gruff Exterior    | — | — | — | — | US73 (4 Wo.)US | New West NW 6045 John Hiatt & the Goners |
| 2005 | Master of Disaster             | — | — | — | — | US126 (3 Wo.)US | New West NW 6076                         |
| 2008 | Same Old Man                   | — | — | — | — | US84 (3 Wo.)US | New West NW 6145                         |
| 2010 | The Open Road                  | — | — | — | — | US72 (2 Wo.)US | New West NW 6182                         |
| 2011 | Dirty Jeans and Mudslide Hymns | DE61 (1 Wo.)DE | — | — | UK99 (1 Wo.)UK | US59 (4 Wo.)US | New West NW 6206                         |
| 2012 | Mystic Pinball                 | — | — | CH90 (1 Wo.)CH | — | US39 (2 Wo.)US | New West NW 6260                         |
| 2014 | Terms of My Surrender          | DE86 (1 Wo.)DE | — | CH41 (1 Wo.)CH | UK80 (1 Wo.)UK | US47 (4 Wo.)US | New West NW 6284                         |
| 2018 | The Eclipse Sessions           | DE74 (1 Wo.)DE | — | CH43 (1 Wo.)CH | — | US162 (1 Wo.)US |                                          |
| 2021 | Leftover Feelings              | DE28 (1 Wo.)DE | AT46 (1 Wo.)AT | CH15 (2 Wo.)CH | — | — | mit der Jerry Douglas Band               |

Weitere Alben
- 1974: Hanging Around the Observatory (Epic)
- 1975: Overcoats (Epic)
- 1979: Slug Line (MCA)
- 1980: Two Bit Monsters (MCA)
- 1982: All of a Sudden (Geffen)
- 1983: Ridin’ with the King (Geffen)
- 1985: Warming Up to the Ice Age (Geffen)
- 1989: Y’all Caught? (Geffen)
- 1994: Hiatt Comes Alive at Budokan (A&M)
- 2006: Live from Austin Texas (New West NW 6086)
- 2006: Live at the Hiatt (HIP-OSelect)
- 2013: My Kind of Town (Goldfish GOLF 003)
- 2013: Here to Stay – The Best of 2000-2012 (New West NW 6300)

### Singles
| Jahr | Titel Album | Höchstplatzierung, Gesamtwochen, AuszeichnungChartsChartplatzierungen (Jahr, Titel, Album, Platzierungen, Wochen, Auszeichnungen, Anmerkungen) | Anmerkungen |
| Jahr | Titel Album | UK | Anmerkungen |
| ---- | ----------- | --- | ----------- |
| 1995 | Cry Love    | UK99 (1 Wo.)UK |             |

## Coversongs
- Bob Dylan: The Usual (Album: Hearts of Fire, 1987)
- Rosanne Cash: The Way We Make a Broken Heart (Album: King’s Record Shop, 1987)
- Ry Cooder: Across the Borderline (Album: Get Rhythm, 1987) – Ry Cooder und Jim Dickinson waren Co-Autoren des Songs
- Bonnie Raitt: Thing Called Love (Album: Nick of Time, 1989)
- Iggy Pop: Something Wild (Album: Brick by Brick, 1990)
- Bill Frisell: Have a Little Faith in Me (Album: Live, 1991)
- Joan Baez: Through Your Hands (Album: Play Me Backwards, 1992)
- Suzy Bogguss: Drive South (Album: Voices in the Wind, 1992)
- Willie Nelson: Across the Borderline (Album: Across the Borderline, 1993)
- Bruce Springsteen: Across the Borderline (Album: Unplugged – Live in the USA, 1993)
- David Crosby: Through Your Hands (Album: Thousand Roads, 1993)
- Joe Cocker: Have a Little Faith in Me (Album: Have a Little Faith in Me, 1994)
- Jewel: Have a Little Faith in Me (Album: Phenomenon OST, 1996)
- Jim Dickinson: Across the Borderline (Album: A Thousand Footprints in the Sand, 1997)
- Ilse DeLange: Child Of The Wild Blue Yonder, Angel Eyes, Have A Little Faith In Me and 6 more (Album: Dear John, 1999)
- Adam Duritz & Friends Crossing Muddy Waters (Album: Adam & Immy at the Shim Sham Club, 2000)
- Chaka Khan: Have a Little Faith in Me (Album: Disappearing Acts OST, 2000)
- Elvis Costello: Living a Little, Laughing a Little (Album: Nashville & More, 2000)
- B. B. King & Eric Clapton: Riding with the King (Album: Riding with the King, 2000)
- Bob Seger: Detroit Made (Album: Ride Out, 2014)